# 弗蘭克斯 (密蘇里州)
弗蘭克斯（英語：Franks）是位於美國密蘇里州普瓦斯基縣的非建制地區。

## 歷史
弗蘭克斯的郵局於1889年設立，1896年關閉後又尽1898年重啟，其後於1954年停運。

## 地理
弗蘭克斯所處的海拔為高於海平面297米（即974英呎），而該地所採用的時區為UTC-6，即北美中部時區（CST）。同時該地設有夏令時間，為UTC-6調快一小時，即UTC-5（CDT）。